# Osceola
Pour les articles homonymes, voir Osceola (homonymie).
Osceola (1804-20 janvier 1838) était un chef de guerre indien séminole en Floride. Osceola conduisait une bande de guerriers (environ une centaine) pendant la résistance que son peuple mena contre les États-Unis qui tentaient de lui prendre ses terres. Il eut une grande influence sur Micanopy, le chef des Séminoles.

## Biographie

### Enfance
Osceola est né en 1804, sur les bords de la rivière Teppapoosa dans la région des Creeks, à Tallassee dans l’Alabama. Sa mère, Polly Coppinger, était la fille d'Ann McQueen, une métisse indienne muskogee. De nombreuses sources indiquent que le père d'Osceola était le marchand anglais William Powell, mais d’autres parlent d’un Indien creek qui mourut après la naissance d’Osceola et William Powell n’aurait fait qu'épouser la mère d’Osceola ensuite. L’enfant fut cependant longtemps appelé Billy Powell. Une autre source indique que le grand-père de son père était écossais.
Osceola prétendait, lui, être un Muskogee de pure souche. Un test ADN, sur ce qui semblait être les cheveux d’Osceola, révèle cependant un métissage. Ce qui n'est qu'une contradiction apparente, car les Muskogees, comme de nombreux peuples indiens du Sud-Ouest se basent sur la lignée maternelle, pour l'appartenance au clan et au peuple.
Le grand-père d’Osceola, James Mc Queen, fut le premier Blanc à faire commerce avec les Indiens creeks de l’Alabama en 1714 où il resta pendant plus de 80 ans comme marchand.
En 1814, Osceola et sa mère se déplacèrent en Floride avec d’autres Creeks. À l’âge adulte, il reçut le nom Osceola qui est la forme anglicisée du mot creek Vsseyvholv (assiyahola), une combinaison de vsse, la boisson rituelle (« boisson noire ») et Yvholv, qui signifie le « chanteur » ou « celui qui crie, ».

### La résistance et le chef de guerre
En 1832, quelques chefs séminoles signèrent le traité de Payne's Landing par lequel ils acceptaient de céder leurs terres en Floride contre des terres à l’ouest de la rivière Mississippi. Cinq chefs importants, dont Micanopy des Séminoles alachuas, n’ont cependant pas signé ce traité. En représailles, l’agent détaché à la question indienne Wiley Thompson, déclara que ces chefs seraient déchus de leur position. Alors que les relations avec les Séminoles restant se détérioraient, Thompson interdit qu’il leur soit vendu des armes.
Osceola, jeune guerrier que les Blancs avaient commencé à remarquer, fut particulièrement outragé par cette interdiction, jugeant que cela équivalait à faire des Séminoles des esclaves. Il déclara : « L’homme blanc ne fera pas de moi un Noir. Mais je rendrai l’homme blanc rouge de sang, et le noircirai sous le soleil et la pluie, et les corbeaux mangeront sa chair. » En dépit de ce type d’affirmations, Thompson considérait Osceola comme son ami et lui fit même cadeau d’une carabine.
Plus tard, cependant, Thompson le fit emprisonner à Fort King pour une nuit. Afin d’obtenir sa libération, Osceola accepta de signer le traité et de le faire respecter par ses guerriers. Le 28 décembre 1835, Osceola et ses hommes tuèrent Wiley Thompson et six autres hommes dans une embuscade à la sortie de Fort King.

### Trahison, capture et mort
Le 21 octobre 1837, sur ordre du général Thomas Sidney Jesup, Osceola fut capturé lors d’un rendez-vous à Fort Peyton (en) auquel il se rendait pour de fausses négociations et fut emprisonné à St Augustine en Floride. La méthode utilisée pour cette capture provoqua de fortes réactions même parmi les Blancs : alors qu'il se présentait aux avant-postes avec un drapeau blanc pour négocier, il reçut un violent coup à la tête et fut enfermé dans un cachot.
C’est en prison que le peintre George Catlin obtint de faire poser Osceola pour un portrait, dont l’original inspira de nombreuses autres peintures, gravures et même des représentations sur des cigares. Osceola mourut de la malaria le 20 janvier 1838, trois mois après son emprisonnement et fut enterré avec les honneurs militaires.
De nombreux lieux furent par la suite nommés Osceola aux États-Unis. Après sa mort, le docteur Frederick Weedon s’empara de la tête d’Osceola et la fit embaumer. La tête brûla dans la destruction d’un musée à New York en 1866. Les Indiens séminoles rachetèrent de nombreux objets appartenant à Osceola lors d’enchères à Sotheby's en 1979.

## Dans la culture
- Freedom Land par Martin L. Marcus.
- Osceola (1859) par Thomas Mayne Reid.
- Naked in the Sun (en) (1957), film sur Osceola et la guerre contre les Séminoles.
- L'Expédition du Fort King, film de Budd Boetticher (1953).
- Osceola, film de Konrad Petzold (1971)